# Orbital Sciences Corporation
Orbital Sciences Corporation (även kallat Orbital Sciences eller Orbital) var ett amerikanskt företag som specialiserat sig på design, tillverkning och lansering av små och medelstora rymd- och raketsystem för kommersiella, militära och andra regeringskunder. Det hade sitt huvudkontor i Dulles, Virginia och börsnoterade på New York Stock Exchange med tickersymbolen ORB. 
Orbitals primära produkter var satelliter och raketer, för kommunikation, fjärranalys, vetenskap och försvar.
Man tog även fram teknik för framtida bemannade färder till månen och Mars. 
Orbital tillhandahöll också satellitbaserade tjänster till myndigheter och laboratorier.
Den 29 april 2014 meddelade Orbital Sciences att det skulle slå samman Alliant Techsystems för att skapa ett nytt bolag som heter Orbital ATK, Inc. Samgåendet slutfördes den 9 februari 2015 och Orbital Sciences upphörde att existera som en oberoende enhet.